# Dario Šimić
Dario Šimić ([ˈdaːriɔ ˈʃiːmitɕ]; Zagabria, 12 novembre 1975) è un dirigente sportivo ed ex calciatore croato, di ruolo difensore.

## Biografia
Nato a Zagabria, sia suo figlio Roko che suo fratello minore Josip sono calciatori professionisti.
Dopo il ritiro per un breve periodo, a cavallo tra il 2016 e il 2017, è consulente di Maurizio Zamparini al Palermo per il collegamento ed il supporto aziendale con allenatore, staff e squadra. Successivamente presiede l’associazione dei calciatori croati ed è osservatore per il Milan.
Oltreché dirigente, curiosamente diventa produttore e distributore di boccioni per l’acqua.

## Carriera

### Club

Šimić (a destra) all'Inter nel 1999, mentre discute con il tecnico Lippi.

Affermatosi nella Dinamo Zagabria nel gennaio 1999 approda all'Inter. Esordisce in Serie A il 10 gennaio 1999 in Inter-Venezia 6-2. In nerazzurro gioca fino al 2002, collezionando un terzo posto nella stagione 2001-2002.
In seguito passa al Milan. Schierato come terzino destro o difensore centrale, in rossonero conquista uno scudetto, una Coppa Italia, una Supercoppa italiana, due Champions League, due Supercoppe Europee e una Coppa del mondo per club.
Dopo alcune dichiarazioni rese durante la stagione 2007/08 riguardo ad un proprio scarso impiego tra i titolari, l'11 agosto 2008 il club rossonero ha annunciato la cessione del difensore croato a titolo gratuito al Monaco. Dopo una prima stagione da titolare, nel secondo anno ha perso il posto e non è mai sceso in campo.
Il 27 aprile 2010, inizialmente, si accasa da svincolato alla Dinamo Zagabria. Tuttavia l'11 agosto seguente annuncia il suo ritiro dall'attività agonistica.

### Nazionale
È stato titolare della nazionale croata, con cui ha totalizzato 100 presenze il 20 agosto 2008 in amichevole a Maribor contro la Slovenia, primo giocatore croato a raggiungere tale soglia.
Con la Croazia si è classificato terzo al Mondiale 1998 e ha fatto parte anche della rosa croata presente all'Europeo 1996, al Mondiale 2002, all'Europeo 2004, al Mondiale 2006 e all'Europeo 2008.
Il 16 settembre 2008 Šimić ha annunciato il ritiro dalla nazionale croata dopo più di 12 anni di militanza.

## Statistiche

### Presenze e reti nei club
| Stagione               | Squadra                | Campionato             | Campionato | Campionato | Coppe nazionali | Coppe nazionali | Coppe nazionali | Coppe continentali | Coppe continentali | Coppe continentali | Altre coppe | Altre coppe | Altre coppe | Totale | Totale |
| Stagione               | Squadra                | Comp                   | Pres       | Reti       | Comp            | Pres            | Reti            | Comp               | Pres               | Reti               | Comp        | Pres        | Reti        | Pres   | Reti   |
| ---------------------- | ---------------------- | ---------------------- | ---------- | ---------- | --------------- | --------------- | --------------- | ------------------ | ------------------ | ------------------ | ----------- | ----------- | ----------- | ------ | ------ |
| 1992-1993              | Dinamo Zagabria        | 1. HNL                 | 6          | 0          | -               | -               | -               | -                  | -                  | -                  | -           | -           | -           | 6      | 0      |
| 1993-1994              | Dinamo Zagabria        | 1. HNL                 | 19         | 2          | -               | -               | -               | -                  | -                  | -                  | -           | -           | -           | 19     | 2      |
| 1994-1995              | Dinamo Zagabria        | 1. HNL                 | 22         | 1          | -               | -               | -               | CdC                | 1                  | 0                  | -           | -           | -           | 23     | 1      |
| 1995-1996              | Dinamo Zagabria        | 1. HNL                 | 26         | 2          | -               | -               | -               | -                  | -                  | -                  | -           | -           | -           | 26     | 2      |
| 1996-1997              | Dinamo Zagabria        | 1. HNL                 | 25         | 6          | -               | -               | -               | CU                 | 4                  | 1                  | -           | -           | -           | 29     | 7      |
| 1997-1998              | Dinamo Zagabria        | 1. HNL                 | 29         | 2          | -               | -               | -               | UCL+CU             | 4+5                | 1+0                | -           | -           | -           | 38     | 3      |
| 1998-gen. 1999         | Dinamo Zagabria        | 1. HNL                 | 13         | 1          | -               | -               | -               | UCL                | 8                  | 0                  | -           | -           | -           | 21     | 1      |
| gen.-giu. 1999         | Inter                  | A                      | 17         | 2          | CI              | 2+2             | 0               | UCL                | -                  | -                  | -           | -           | -           | 21     | 2      |
| 1999-2000              | Inter                  | A                      | 19+1       | 1+0        | CI              | 4               | 0               | -                  | -                  | -                  | -           | -           | -           | 24     | 1      |
| 2000-2001              | Inter                  | A                      | 18         | 0          | CI              | 2               | 0               | UCL+CU             | 1+4                | 0+1                | -           | -           | -           | 25     | 1      |
| 2001-2002              | Inter                  | A                      | 12         | 0          | CI              | 1               | 0               | CU                 | 8                  | 0                  |             | -           | -           | 21     | 0      |
| Totale Inter           | Totale Inter           | Totale Inter           | 66+1       | 3+0        |                 | 9+2             | 0               |                    | 13                 | 1                  |             | -           | -           | 91     | 4      |
| 2002-2003              | Milan                  | A                      | 29         | 1          | CI              | 3               | 0               | UCL                | 13                 | 0                  |             | -           | -           | 45     | 1      |
| 2003-2004              | Milan                  | A                      | 10         | 0          | CI              | 6               | 0               | UCL                | 2                  | 0                  | SI+SU+CInt  | 0+1+0       | 0           | 19     | 0      |
| 2004-2005              | Milan                  | A                      | 2          | 0          | CI              | 1               | 0               | UCL                | 0                  | 0                  | SI          | 0           | 0           | 3      | 0      |
| 2005-2006              | Milan                  | A                      | 15         | 0          | CI              | 4               | 0               | UCL                | 2                  | 0                  | -           | -           | -           | 21     | 0      |
| 2006-2007              | Milan                  | A                      | 22         | 0          | CI              | 6               | 0               | UCL                | 6                  | 0                  | -           | -           | -           | 34     | 0      |
| 2007-2008              | Milan                  | A                      | 4          | 0          | CI              | 2               | 0               | UCL                | 1                  | 0                  | SU+Cmc      | 0           | 0           | 7      | 0      |
| Totale Milan           | Totale Milan           | Totale Milan           | 82         | 1          |                 | 22              | 0               |                    | 24                 | 0                  |             | 1           | 0           | 129    | 1      |
| 2008-2009              | Monaco                 | L1                     | 27         | 0          | CdL+CF          | 1+2             | 0               | -                  | -                  | -                  | -           | -           | -           | 30     | 0      |
| 2009-2010              | Monaco                 | L1                     | 0          | 0          | CdL+CF          | 0               | 0               | -                  | -                  | -                  | -           | -           | -           | 0      | 0      |
| Totale Monaco          | Totale Monaco          | Totale Monaco          | 27         | 0          |                 | 3               | 0               |                    | -                  | -                  |             | -           | -           | 30     | 0      |
| lug.-ago. 2010         | Dinamo Zagabria        | 1. HNL                 | 0          | 0          | -               | -               | -               | UCL                | 2                  | 0                  | SC          | 1           | 0           | 3      | 0      |
| Totale Dinamo Zagabria | Totale Dinamo Zagabria | Totale Dinamo Zagabria | 140        | 14         |                 | -               | -               |                    | 24                 | 2                  |             | 1           | 0           | 165    | 16     |
| Totale carriera        | Totale carriera        | Totale carriera        | 315+1      | 18+0       |                 | 34+2            | 0               |                    | 61                 | 3                  |             | 2           | 0           | 415    | 21     |

### Cronologia presenze e reti in nazionale
| Cronologia completa delle presenze e delle reti in nazionale ― Croazia | Cronologia completa delle presenze e delle reti in nazionale ― Croazia | Cronologia completa delle presenze e delle reti in nazionale ― Croazia | Cronologia completa delle presenze e delle reti in nazionale ― Croazia | Cronologia completa delle presenze e delle reti in nazionale ― Croazia | Cronologia completa delle presenze e delle reti in nazionale ― Croazia | Cronologia completa delle presenze e delle reti in nazionale ― Croazia | Cronologia completa delle presenze e delle reti in nazionale ― Croazia |
| Data                                                                   | Città                                                                  | In casa                                                                | Risultato                                                              | Ospiti                                                                 | Competizione                                                           | Reti                                                                   | Note                                                                   |
| ---------------------------------------------------------------------- | ---------------------------------------------------------------------- | ---------------------------------------------------------------------- | ---------------------------------------------------------------------- | ---------------------------------------------------------------------- | ---------------------------------------------------------------------- | ---------------------------------------------------------------------- | ---------------------------------------------------------------------- |
| 13-3-1996                                                              | Zagabria                                                               | Croazia                                                                | 3 – 0                                                                  | Corea del Sud                                                          | Amichevole                                                             | -                                                                      |                                                                        |
| 26-3-1996                                                              | Varaždin                                                               | Croazia                                                                | 2 – 0                                                                  | Israele                                                                | Amichevole                                                             | -                                                                      |                                                                        |
| 19-6-1996                                                              | Nottingham                                                             | Croazia                                                                | 0 – 3                                                                  | Portogallo                                                             | Euro 1996 - 1º turno                                                   | -                                                                      |                                                                        |
| 8-10-1996                                                              | Bologna                                                                | Bosnia ed Erzegovina                                                   | 1 – 4                                                                  | Croazia                                                                | Qual. Mondiali 1998                                                    | -                                                                      |                                                                        |
| 11-12-1996                                                             | Casablanca                                                             | Marocco                                                                | 2 – 2 (6 - 7 dtr)                                                      | Croazia                                                                | Trofeo di calcio Hassan II 1996 - Semifinale                           | -                                                                      | 53’                                                                    |
| 2-4-1997                                                               | Spalato                                                                | Croazia                                                                | 3 – 3                                                                  | Slovenia                                                               | Qual. Mondiali 1998                                                    | -                                                                      |                                                                        |
| 30-4-1997                                                              | Salonicco                                                              | Grecia                                                                 | 0 – 1                                                                  | Croazia                                                                | Qual. Mondiali 1998                                                    | -                                                                      |                                                                        |
| 8-6-1997                                                               | Tokyo                                                                  | Giappone                                                               | 4 – 3                                                                  | Croazia                                                                | Kirin Cup 1997                                                         | -                                                                      |                                                                        |
| 12-6-1997                                                              | Sendai                                                                 | Turchia                                                                | 1 – 1                                                                  | Croazia                                                                | Kirin Cup 1997                                                         | -                                                                      |                                                                        |
| 6-9-1997                                                               | Zagabria                                                               | Croazia                                                                | 3 – 2                                                                  | Bosnia ed Erzegovina                                                   | Qual. Mondiali 1998                                                    | -                                                                      |                                                                        |
| 11-10-1997                                                             | Lubiana                                                                | Slovenia                                                               | 1 – 3                                                                  | Croazia                                                                | Qual. Mondiali 1998                                                    | -                                                                      |                                                                        |
| 29-10-1997                                                             | Zagabria                                                               | Croazia                                                                | 2 – 0                                                                  | Ucraina                                                                | Qual. Mondiali 1998                                                    | -                                                                      |                                                                        |
| 15-11-1997                                                             | Kiev                                                                   | Ucraina                                                                | 1 – 1                                                                  | Croazia                                                                | Qual. Mondiali 1998                                                    | -                                                                      |                                                                        |
| 22-4-1998                                                              | Osijek                                                                 | Croazia                                                                | 4 – 1                                                                  | Polonia                                                                | Amichevole                                                             | -                                                                      |                                                                        |
| 29-5-1998                                                              | Pola                                                                   | Croazia                                                                | 1 – 2                                                                  | Slovacchia                                                             | Amichevole                                                             | -                                                                      |                                                                        |
| 3-6-1998                                                               | Fiume                                                                  | Croazia                                                                | 2 – 0                                                                  | Iran                                                                   | Amichevole                                                             | -                                                                      |                                                                        |
| 6-6-1998                                                               | Zagabria                                                               | Croazia                                                                | 7 – 0                                                                  | Australia                                                              | Amichevole                                                             | -                                                                      |                                                                        |
| 14-6-1998                                                              | Lens                                                                   | Giamaica                                                               | 1 – 3                                                                  | Croazia                                                                | Mondiali 1998 - 1º turno                                               | -                                                                      |                                                                        |
| 20-6-1998                                                              | Nantes                                                                 | Giappone                                                               | 0 – 1                                                                  | Croazia                                                                | Mondiali 1998 - 1º turno                                               | -                                                                      |                                                                        |
| 26-6-1998                                                              | Bordeaux                                                               | Argentina                                                              | 1 – 0                                                                  | Croazia                                                                | Mondiali 1998 - 1º turno                                               | -                                                                      |                                                                        |
| 30-6-1998                                                              | Bordeaux                                                               | Romania                                                                | 0 – 1                                                                  | Croazia                                                                | Mondiali 1998 - Ottavi di finale                                       | -                                                                      |                                                                        |
| 4-7-1998                                                               | Lione                                                                  | Germania                                                               | 0 – 3                                                                  | Croazia                                                                | Mondiali 1998 - Quarti di finale                                       | -                                                                      |                                                                        |
| 8-7-1998                                                               | Saint-Denis                                                            | Francia                                                                | 2 – 1                                                                  | Croazia                                                                | Mondiali 1998 - Semifinale                                             | -                                                                      |                                                                        |
| 5-9-1998                                                               | Dublino                                                                | Irlanda                                                                | 2 – 0                                                                  | Croazia                                                                | Qual. Euro 2000                                                        | -                                                                      |                                                                        |
| 10-10-1998                                                             | Ta' Qali                                                               | Malta                                                                  | 1 – 4                                                                  | Croazia                                                                | Qual. Euro 2000                                                        | 1                                                                      |                                                                        |
| 14-10-1998                                                             | Zagabria                                                               | Croazia                                                                | 3 – 2                                                                  | Macedonia                                                              | Qual. Euro 2000                                                        | -                                                                      |                                                                        |
| 10-2-1999                                                              | Spalato                                                                | Croazia                                                                | 0 – 1                                                                  | Danimarca                                                              | Amichevole                                                             | -                                                                      |                                                                        |
| 28-4-1999                                                              | Zagabria                                                               | Croazia                                                                | 0 – 0                                                                  | Italia                                                                 | Amichevole                                                             | -                                                                      |                                                                        |
| 5-5-1999                                                               | Siviglia                                                               | Spagna                                                                 | 3 – 1                                                                  | Croazia                                                                | Amichevole                                                             | -                                                                      |                                                                        |
| 5-6-1999                                                               | Skopje                                                                 | Macedonia                                                              | 1 – 1                                                                  | Croazia                                                                | Qual. Euro 2000                                                        | -                                                                      |                                                                        |
| 18-8-1999                                                              | Belgrado                                                               | Jugoslavia                                                             | 0 – 0                                                                  | Croazia                                                                | Qual. Euro 2000                                                        | -                                                                      |                                                                        |
| 21-8-1999                                                              | Zagabria                                                               | Croazia                                                                | 2 – 1                                                                  | Malta                                                                  | Qual. Euro 2000                                                        | -                                                                      |                                                                        |
| 4-9-1999                                                               | Zagabria                                                               | Croazia                                                                | 1 – 0                                                                  | Irlanda                                                                | Qual. Euro 2000                                                        | -                                                                      |                                                                        |
| 29-3-2000                                                              | Zagabria                                                               | Croazia                                                                | 1 – 1                                                                  | Germania                                                               | Amichevole                                                             | -                                                                      |                                                                        |
| 28-5-2000                                                              | Zagabria                                                               | Croazia                                                                | 0 – 2                                                                  | Francia                                                                | Amichevole                                                             | -                                                                      |                                                                        |
| 16-8-2000                                                              | Bratislava                                                             | Slovacchia                                                             | 1 – 1                                                                  | Croazia                                                                | Amichevole                                                             | -                                                                      |                                                                        |
| 2-9-2000                                                               | Bruxelles                                                              | Belgio                                                                 | 0 – 0                                                                  | Croazia                                                                | Qual. Mondiali 2002                                                    | -                                                                      |                                                                        |
| 11-10-2000                                                             | Zagabria                                                               | Croazia                                                                | 1 – 1                                                                  | Scozia                                                                 | Qual. Mondiali 2002                                                    | -                                                                      |                                                                        |
| 28-2-2001                                                              | Fiume                                                                  | Croazia                                                                | 1 – 0                                                                  | Austria                                                                | Amichevole                                                             | -                                                                      |                                                                        |
| 24-3-2001                                                              | Osijek                                                                 | Croazia                                                                | 4 – 1                                                                  | Lettonia                                                               | Qual. Mondiali 2002                                                    | -                                                                      |                                                                        |
| 25-4-2001                                                              | Varaždin                                                               | Croazia                                                                | 2 – 2                                                                  | Grecia                                                                 | Amichevole                                                             | -                                                                      |                                                                        |
| 2-6-2001                                                               | Varaždin                                                               | Croazia                                                                | 4 – 0                                                                  | San Marino                                                             | Qual. Mondiali 2002                                                    | -                                                                      |                                                                        |
| 6-6-2001                                                               | Riga                                                                   | Lettonia                                                               | 0 – 1                                                                  | Croazia                                                                | Qual. Mondiali 2002                                                    | -                                                                      |                                                                        |
| 15-8-2001                                                              | Dublino                                                                | Irlanda                                                                | 2 – 2                                                                  | Croazia                                                                | Amichevole                                                             | -                                                                      |                                                                        |
| 5-9-2001                                                               | Serravalle                                                             | San Marino                                                             | 0 – 4                                                                  | Croazia                                                                | Qual. Mondiali 2002                                                    | -                                                                      |                                                                        |
| 6-10-2001                                                              | Zagabria                                                               | Croazia                                                                | 1 – 0                                                                  | Belgio                                                                 | Qual. Mondiali 2002                                                    | -                                                                      |                                                                        |
| 13-2-2002                                                              | Fiume                                                                  | Croazia                                                                | 0 – 0                                                                  | Bulgaria                                                               | Amichevole                                                             | -                                                                      |                                                                        |
| 27-3-2002                                                              | Zagabria                                                               | Croazia                                                                | 0 – 0                                                                  | Slovenia                                                               | Amichevole                                                             | -                                                                      |                                                                        |
| 8-6-2002                                                               | Kashima                                                                | Italia                                                                 | 1 – 2                                                                  | Croazia                                                                | Mondiali 2002 - 1º turno                                               | -                                                                      |                                                                        |
| 13-6-2002                                                              | Yokohama                                                               | Ecuador                                                                | 1 – 0                                                                  | Croazia                                                                | Mondiali 2002 - 1º turno                                               | -                                                                      |                                                                        |
| 7-9-2002                                                               | Osijek                                                                 | Croazia                                                                | 0 – 0                                                                  | Estonia                                                                | Qual. Euro 2004                                                        | -                                                                      | cap.                                                                   |
| 12-10-2002                                                             | Sofia                                                                  | Bulgaria                                                               | 2 – 0                                                                  | Croazia                                                                | Qual. Euro 2004                                                        | -                                                                      | cap.                                                                   |
| 12-2-2003                                                              | Spalato                                                                | Croazia                                                                | 0 – 0                                                                  | Polonia                                                                | Amichevole                                                             | -                                                                      | [ 22 ]                                                                 |
| 29-3-2003                                                              | Zagabria                                                               | Croazia                                                                | 4 – 0                                                                  | Belgio                                                                 | Qual. Euro 2004                                                        | -                                                                      |                                                                        |
| 2-4-2003                                                               | Varaždin                                                               | Croazia                                                                | 2 – 0                                                                  | Andorra                                                                | Qual. Euro 2004                                                        | -                                                                      |                                                                        |
| 30-4-2003                                                              | Stoccolma                                                              | Svezia                                                                 | 1 – 2                                                                  | Croazia                                                                | Amichevole                                                             | -                                                                      |                                                                        |
| 11-6-2003                                                              | Tallinn                                                                | Estonia                                                                | 0 – 1                                                                  | Croazia                                                                | Qual. Euro 2004                                                        | -                                                                      |                                                                        |
| 20-8-2003                                                              | Ipswich                                                                | Inghilterra                                                            | 3 – 1                                                                  | Croazia                                                                | Amichevole                                                             | -                                                                      |                                                                        |
| 6-9-2003                                                               | Andorra la Vella                                                       | Andorra                                                                | 0 – 3                                                                  | Croazia                                                                | Qual. Euro 2004                                                        | -                                                                      | cap.                                                                   |
| 10-9-2003                                                              | Bruxelles                                                              | Belgio                                                                 | 2 – 1                                                                  | Croazia                                                                | Qual. Euro 2004                                                        | 1                                                                      |                                                                        |
| 11-10-2003                                                             | Zagabria                                                               | Croazia                                                                | 1 – 0                                                                  | Bulgaria                                                               | Qual. Euro 2004                                                        | -                                                                      |                                                                        |
| 15-11-2003                                                             | Zagabria                                                               | Croazia                                                                | 1 – 1                                                                  | Slovenia                                                               | Qual. Euro 2004                                                        | -                                                                      |                                                                        |
| 18-2-2004                                                              | Spalato                                                                | Croazia                                                                | 1 – 2                                                                  | Germania                                                               | Amichevole                                                             | -                                                                      |                                                                        |
| 31-3-2004                                                              | Zagabria                                                               | Croazia                                                                | 2 – 2                                                                  | Turchia                                                                | Amichevole                                                             | -                                                                      |                                                                        |
| 28-4-2004                                                              | Skopje                                                                 | Macedonia                                                              | 0 – 1                                                                  | Croazia                                                                | Amichevole                                                             | -                                                                      |                                                                        |
| 29-5-2004                                                              | Fiume                                                                  | Croazia                                                                | 1 – 0                                                                  | Slovacchia                                                             | Amichevole                                                             | -                                                                      |                                                                        |
| 5-6-2004                                                               | Copenaghen                                                             | Danimarca                                                              | 1 – 2                                                                  | Croazia                                                                | Amichevole                                                             | -                                                                      |                                                                        |
| 13-6-2004                                                              | Leiria                                                                 | Svizzera                                                               | 0 – 0                                                                  | Croazia                                                                | Euro 2004 - 1º turno                                                   | -                                                                      |                                                                        |
| 17-6-2004                                                              | Leiria                                                                 | Croazia                                                                | 2 – 2                                                                  | Francia                                                                | Euro 2004 - 1º turno                                                   | -                                                                      | cap.                                                                   |
| 21-6-2004                                                              | Lisbona                                                                | Croazia                                                                | 2 – 4                                                                  | Inghilterra                                                            | Euro 2004 - 1º turno                                                   | -                                                                      |                                                                        |
| 17-8-2005                                                              | Spalato                                                                | Croazia                                                                | 1 – 1                                                                  | Brasile                                                                | Amichevole                                                             | -                                                                      |                                                                        |
| 3-9-2005                                                               | Reykjavík                                                              | Islanda                                                                | 1 – 3                                                                  | Croazia                                                                | Qual. Mondiali 2006                                                    | -                                                                      |                                                                        |
| 7-9-2005                                                               | La Valletta                                                            | Malta                                                                  | 1 – 1                                                                  | Croazia                                                                | Qual. Mondiali 2006                                                    | -                                                                      |                                                                        |
| 8-10-2005                                                              | Zagabria                                                               | Croazia                                                                | 1 – 0                                                                  | Svezia                                                                 | Qual. Mondiali 2006                                                    | -                                                                      |                                                                        |
| 12-10-2005                                                             | Budapest                                                               | Ungheria                                                               | 0 – 0                                                                  | Croazia                                                                | Qual. Mondiali 2006                                                    | -                                                                      |                                                                        |
| 1-3-2006                                                               | Basilea                                                                | Croazia                                                                | 3 – 2                                                                  | Argentina                                                              | Amichevole                                                             | 1                                                                      |                                                                        |
| 23-5-2006                                                              | Vienna                                                                 | Austria                                                                | 1 – 4                                                                  | Croazia                                                                | Amichevole                                                             | -                                                                      |                                                                        |
| 28-5-2006                                                              | Osijek                                                                 | Croazia                                                                | 2 – 2                                                                  | Iran                                                                   | Amichevole                                                             | -                                                                      |                                                                        |
| 3-6-2006                                                               | Wolfsburg                                                              | Croazia                                                                | 0 – 1                                                                  | Polonia                                                                | Amichevole                                                             | -                                                                      |                                                                        |
| 7-6-2006                                                               | Ginevra                                                                | Croazia                                                                | 1 – 2                                                                  | Spagna                                                                 | Amichevole                                                             | -                                                                      |                                                                        |
| 13-6-2006                                                              | Berlino                                                                | Brasile                                                                | 1 – 0                                                                  | Croazia                                                                | Mondiali 2006 - 1º turno                                               | -                                                                      |                                                                        |
| 18-6-2006                                                              | Norimberga                                                             | Giappone                                                               | 0 – 0                                                                  | Croazia                                                                | Mondiali 2006 - 1º turno                                               | -                                                                      |                                                                        |
| 22-6-2006                                                              | Stoccarda                                                              | Croazia                                                                | 2 – 2                                                                  | Australia                                                              | Mondiali 2006 - 1º turno                                               | -                                                                      |                                                                        |
| 7-10-2006                                                              | Zagabria                                                               | Croazia                                                                | 7 – 0                                                                  | Andorra                                                                | Qual. Euro 2008                                                        | -                                                                      |                                                                        |
| 11-10-2006                                                             | Zagabria                                                               | Croazia                                                                | 2 – 0                                                                  | Inghilterra                                                            | Qual. Euro 2008                                                        | -                                                                      |                                                                        |
| 15-11-2006                                                             | Tel Aviv                                                               | Israele                                                                | 3 – 4                                                                  | Croazia                                                                | Qual. Euro 2008                                                        | -                                                                      |                                                                        |
| 7-2-2007                                                               | Fiume                                                                  | Croazia                                                                | 2 – 1                                                                  | Norvegia                                                               | Amichevole                                                             | -                                                                      | cap.                                                                   |
| 24-3-2007                                                              | Zagabria                                                               | Croazia                                                                | 2 – 1                                                                  | Macedonia                                                              | Qual. Euro 2008                                                        | -                                                                      |                                                                        |
| 6-6-2007                                                               | Zagabria                                                               | Croazia                                                                | 0 – 0                                                                  | Russia                                                                 | Qual. Euro 2008                                                        | -                                                                      |                                                                        |
| 22-8-2007                                                              | Sarajevo                                                               | Bosnia ed Erzegovina                                                   | 3 – 5                                                                  | Croazia                                                                | Amichevole                                                             | -                                                                      |                                                                        |
| 8-9-2007                                                               | Zagabria                                                               | Croazia                                                                | 2 – 0                                                                  | Estonia                                                                | Qual. Euro 2008                                                        | -                                                                      |                                                                        |
| 13-10-2007                                                             | Zagabria                                                               | Croazia                                                                | 1 – 0                                                                  | Israele                                                                | Qual. Euro 2008                                                        | -                                                                      |                                                                        |
| 16-10-2007                                                             | Fiume                                                                  | Croazia                                                                | 3 – 0                                                                  | Slovacchia                                                             | Amichevole                                                             | -                                                                      | cap.                                                                   |
| 17-11-2007                                                             | Skopje                                                                 | Macedonia                                                              | 2 – 0                                                                  | Croazia                                                                | Qual. Euro 2008                                                        | -                                                                      |                                                                        |
| 21-11-2007                                                             | Londra                                                                 | Inghilterra                                                            | 2 – 3                                                                  | Croazia                                                                | Qual. Euro 2008                                                        | -                                                                      |                                                                        |
| 6-2-2008                                                               | Spalato                                                                | Croazia                                                                | 0 – 3                                                                  | Paesi Bassi                                                            | Amichevole                                                             | -                                                                      |                                                                        |
| 26-3-2008                                                              | Glasgow                                                                | Scozia                                                                 | 1 – 1                                                                  | Croazia                                                                | Amichevole                                                             | -                                                                      |                                                                        |
| 24-5-2008                                                              | Fiume                                                                  | Croazia                                                                | 1 – 0                                                                  | Moldavia                                                               | Amichevole                                                             | -                                                                      |                                                                        |
| 16-6-2008                                                              | Klagenfurt                                                             | Polonia                                                                | 0 – 1                                                                  | Croazia                                                                | Euro 2008 - 1º turno                                                   | -                                                                      | cap.                                                                   |
| 20-8-2008                                                              | Maribor                                                                | Slovenia                                                               | 2 – 3                                                                  | Croazia                                                                | Amichevole                                                             | -                                                                      | cap.                                                                   |
| Totale                                                                 |                                                                        | Presenze (10º posto)                                                   | 100                                                                    |                                                                        | Reti                                                                   | 3                                                                      |                                                                        |

## Palmarès

### Club

#### Competizioni nazionali
- Campionato croato: 6

Croazia Zagabria: 1992-1993, 1995-1996, 1996-1997, 1997-1998, 1998-1999, 2010-2011
- Coppa di Croazia: 5

Croazia Zagabria: 1993-1994, 1995-1996, 1996-1997, 1997-1998, 2010-2011
- Coppa Italia: 1

Milan: 2002-2003
- Campionato italiano: 1

Milan: 2003-2004
- Supercoppa italiana: 1

Milan: 2004
- Supercoppa di Croazia: 1

Dinamo Zagabria: 2010

#### Competizioni internazionali
- UEFA Champions League: 2

Milan: 2002-2003, 2006-2007
- Supercoppa UEFA: 2

Milan: 2003, 2007
- Coppa del mondo per club: 1

Milan: 2007